# Miko Mayama
Miko Mayama (* 15. August 1939 in den Vereinigten Staaten) ist eine US-amerikanische Schauspielerin.

## Leben
Mayama betätigte sich ab Mitte der 1960er bis Ende der 1970er Jahre als Film- und Fernsehschauspielerin. Sie hatte dabei einige Gastauftritte in Serien, wie etwa in Valentine’s Day (1965), Tennisschläger und Kanonen (1966), als Yeoman Tamura in Raumschiff Enterprise (1967), Ihr Auftritt, Al Mundy (1968), als Miko in The Beverly Hillbillies (1971), Der Chef (1971), Medical Center (1971–1972), Hawaii Fünf-Null (1972), Kojak – Einsatz in Manhattan (1974), Mannix (1974) und M*A*S*H (1979).
Filme, in denen sie spielte, sind unter anderem Gokudō Bōzu: Nenbutsu Hitokiri Tabi (1969), Auf der Jagd nach dem verlorenen Gold (1969), Herrscher der Insel (1970), Amanda Fallon (1973), Jefferson Bolt – Reisender in Dynamit (1973) und Cage Without a Key (1975).

## Filmografie
- 1965: Valentine’s Day (Fernsehserie, eine Folge)
- 1965: Wendy and Me (Fernsehserie, eine Folge)
- 1965: Boeing-Boeing (Boeing, Boeing)
- 1966: Tennisschläger und Kanonen (I Spy, Fernsehserie, eine Folge)
- 1966: Nicht so schnell, mein Junge (Walk Don’t Run)
- 1966: Hey, Landlord (Fernsehserie)
- 1967: F Troop (Fernsehserie, eine Folge)
- 1967: Raumschiff Enterprise (Star Trek, Fernsehserie, eine Folge)
- 1967: Die Gewaltigen (The War Wagon)
- 1968: Ihr Auftritt, Al Mundy (It Takes a Thief, Fernsehserie, eine Folge)
- 1969: Gokudō Bōzu: Nenbutsu Hitokiri Tabi
- 1969: Auf der Jagd nach dem verlorenen Gold (Impasse)
- 1969: Love, American Style (Fernsehserie, eine Folge)
- 1969: Eddies Vater (The Courtship of Eddie's Father, Fernsehserie, eine Folge)
- 1970: The Flying Nun (Fernsehserie, eine Folge)
- 1970: Herrscher der Insel (The Hawaiians)
- 1970: Matt Lincoln (Fernsehserie, eine Folge)
- 1971: To Rome with Love (Fernsehserie, eine Folge)
- 1971: The Beverly Hillbillies (Fernsehserie, drei Folgen)
- 1971: Der Chef (Ironside, Fernsehserie, eine Folge)
- 1971–1972: Medical Center (Fernsehserie, zwei Folgen)
- 1972: Hawaii Fünf-Null (Hawaii Five-O, Fernsehserie, eine Folge)
- 1973: The Bold Ones: The New Doctors (Fernsehserie, eine Folge)
- 1973: Amanda Fallon (Fernsehfilm)
- 1973: Jefferson Bolt – Reisender in Dynamit (That Man Bolt)
- 1974: Kojak – Einsatz in Manhattan (Kojak, Fernsehserie, eine Folge)
- 1974: Mannix (Fernsehserie, eine Folge)
- 1975: Cage Without a Key (Fernsehfilm)
- 1979: M*A*S*H (Fernsehserie, Folge 7x18)